# エカチェリーナ・ミハイロヴナ・ドルゴルーコヴァ
エカチェリーナ・ミハイロヴナ・ドルゴルーコヴァ（Екатери́на Миха́йловна Долгору́кова, 1847年11月14日 - 1922年2月15日）は、ロシア皇帝アレクサンドル2世の愛人で、後に2番目の妻となった貴族女性。
アレクサンドル2世との結婚が貴賤結婚とされたためにロシア皇后にはなれず、ユーリエフスカヤ公女殿下（Светлейшая Княгиня Юрьевская）の称号を与えられた。

## 生涯

### 皇帝との出会い

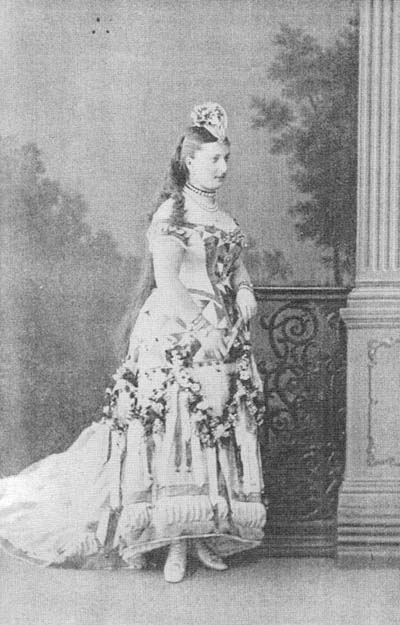
エカチェリーナ（1866年）

エカチェリーナ（愛称・カーチャ）は没落貴族ドルゴルーコフ家のミハイル・ミハイロヴィチ・ドルゴルーコフ公爵の娘として生まれた。エカチェリーナが皇帝アレクサンドル2世と初めて出会ったのは、アレクサンドル2世が父の領地を訪れたときである。この時、彼はまだ12歳の少女だったエカチェリーナを心に留めることはなかった。父が何の財産も残さずに死ぬと、エカチェリーナと妹は首都サンクトペテルブルクにある貴族女学校、スモーリヌィ女学院の寄宿生となった。アレクサンドル2世は亡きドルゴルーコフ公爵の4人の遺児たちの教育費を拠出してやっていた。
1864年の秋、アレクサンドル2世はスモーリヌィ女学院を公式訪問した際、16歳になったエカチェリーナと再会して一目惚れをした。ある同時代人は当時のエカチェリーナについて、「中背で洗練された容姿をしており、柔らかな白皙の肌、怯えたガゼルのような眼、官能的な口元、明るめの栗色をした豊かな髪の持ち主」と述べている。アレクサンドル2世は学校を訪れてはエカチェリーナを散歩や乗馬に連れ出した。また、エカチェリーナは学校での生活の中で自由主義的思想を持ち、度々アレクサンドル2世と議論を交わした。その後、アレクサンドル2世はエカチェリーナを結核に悩まされる皇后マリア・アレクサンドロヴナ付きの女官に任命した。
エカチェリーナはアレクサンドル2世のことが好きで、彼と一緒にいるのを楽しんではいたが、大勢いるお手付きの女の一人になるのは嫌がった。母ヴェラとスモーリヌィ女学院の学長は、エカチェリーナに家運再興のための機会を逃さず、皇帝の寵姫となるよう彼女をせき立てていた。アレクサンドル2世は1865年に後継ぎの長男ニコライ・アレクサンドロヴィチ大公を亡くし、また暗殺未遂にも遭遇して、すっかり気落ちしていた。皇帝の嘆き悲しむ姿に心を動かされたエカチェリーナは、1866年7月にアレクサンドル2世の愛人になった。母ヴェラはその2カ月前に死去したが、彼女はその日の最後の日記に「皇帝はエカチェリーナに言いました。『あなたは秘密の妻です。私がもし自由になったなら、必ずあなたと結婚するでしょう』」と記している。エカチェリーナは1872年に長男ゲオルギーを出産したのを皮切りに、皇帝との間に4人の子供をもうけた。二人の関係は、皇后マリアが病気を理由に医師からアレクサンドル2世との性行為を控えるように忠告されてから始まったという。

### 第二の家族

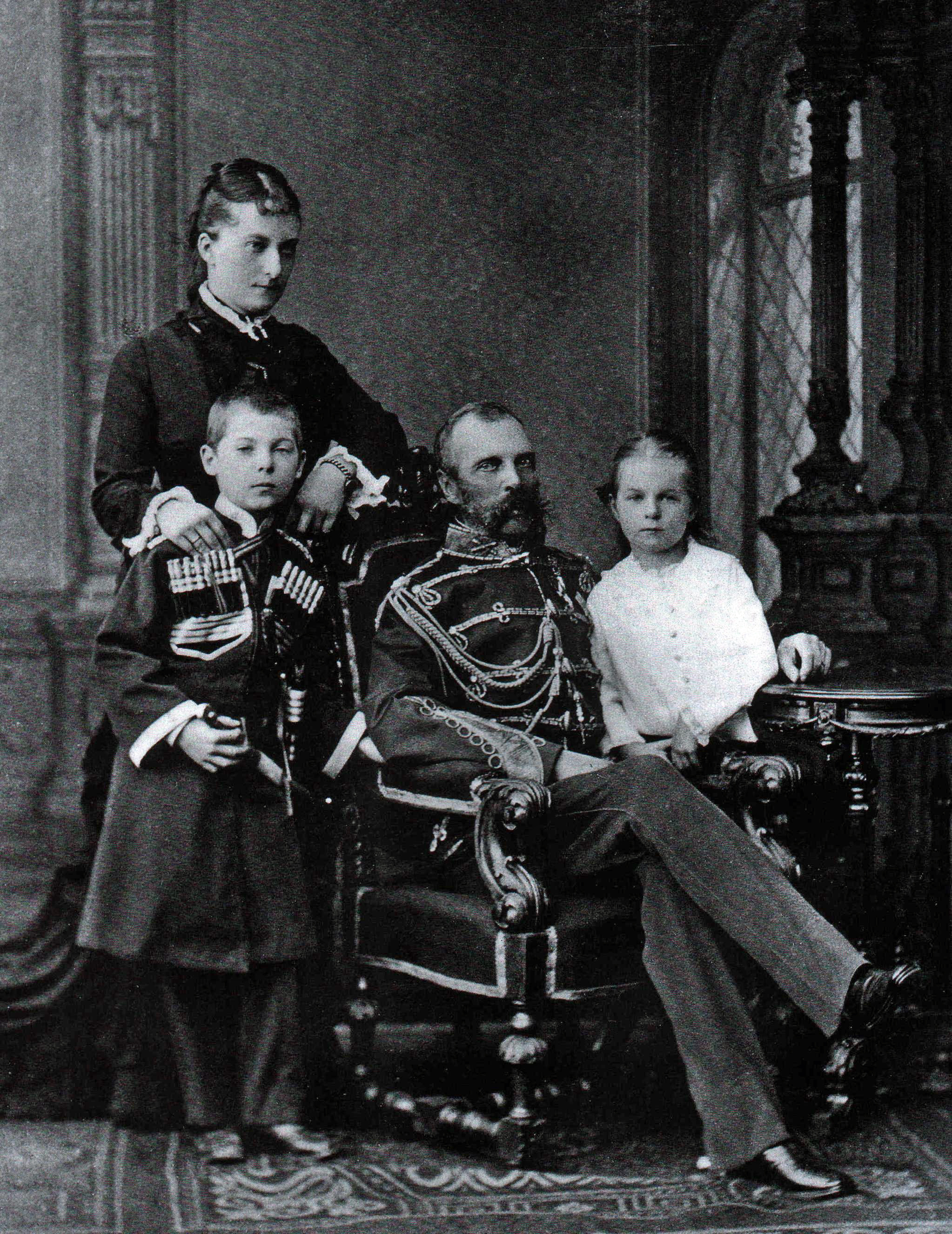
アレクサンドル2世、エカチェリーナと二人の子供（ゲオルギー、オリガ）

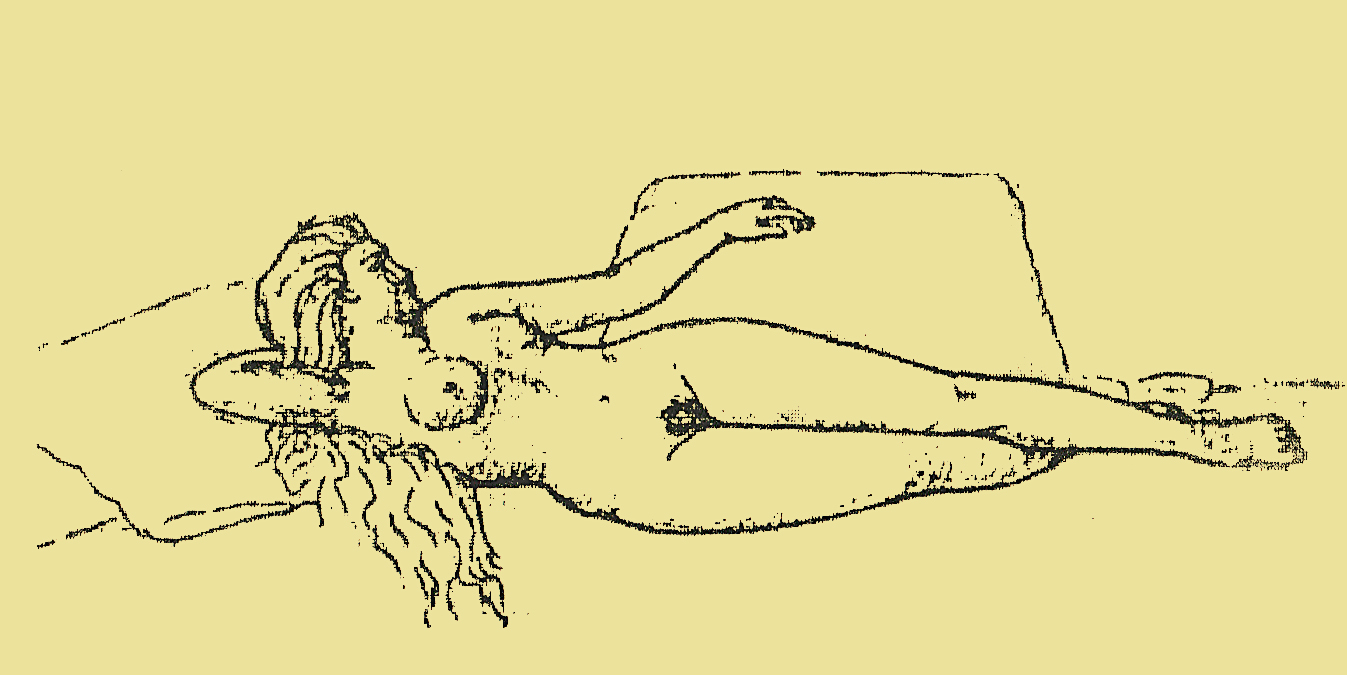
アレクサンドル2世が描いたエカチェリーナの裸婦像

アレクサンドル2世はエカチェリーナと子供たちを傍におくことを主張してはばからなかった。彼は週に3度ないし4度はエカチェリーナと会い、その時はエカチェリーナが警護官に先導されて冬宮殿の皇帝の居室にやってきた。それ以外の日は毎日手紙を書き、互いの愛情について語り合った。二人の関係は公然の秘密だったが、互いに本名で手紙を書くことはなく、2007年5月に二人の手紙は競売にかけられている。また、彼女の邸宅に赴き、彼女のヌードを自ら描くこともあった。1876年2月、エカチェリーナは第三子ボリスを妊娠した際、子供を冬宮殿で出産することを主張し、望み通り皇帝の居室でボリスを出産した。しかし、ボリスは生後数週間で風邪が原因で死亡した。
アレクサンドル2世の家族や宮廷は二人の関係を激しく非難し、「エカチェリーナは皇后の座を狙っている」とか「皇帝に自由主義を吹き込んでいる」などと中傷された。また、エカチェリーナがある実業家と関係を持っているという噂も立てられた。皇族の中には、アレクサンドル2世が愛妾エカチェリーナに産ませた子供に帝位継承権を与える可能性を恐れる者もいた。これらの批判を聞き、憔悴したアレクサンドル2世はヴュルテンベルク王国に嫁いだ妹オリガ王妃に宛てた手紙の中で、「彼女は、彼女の名前を利用しようとする者たちの試みにもかかわらず、これらの問題に干渉しようとはしない。彼女は私と子供たちのためだけに宮殿に住んでいる」と記している。
エカチェリーナと子供たちはアレクサンドル2世から首都に邸宅を与えられていたが、後にエカチェリーナがテロの標的にされるのを恐れて、1880年に母子を冬宮殿の第三翼に住ませることを決めた。宮殿の侍従たちは、「マリア皇后は上階のエカチェリーナの子供たちが動き回る騒音に苦しめられている」という噂を広めたが、実際にはマリアの部屋はエカチェリーナの部屋からは距離があり騒音に悩まされることはなかった。マリアはエカチェリーナと子供たちに会いたいと頼み、アレクサンドル２世は2人の年長の子供、ゲオルギーとオリガを皇后の枕元に連れて行った。マリアは2人の子供にキスをして祝福した。それを見たアレクサンドル２世とエカチェリーナは涙を流したという。
アレクサンドル2世は、「死の床にある皇后が死ねばすぐにでもエカチェリーナと結婚する、なぜなら自分はいつ暗殺されてもおかしくないので、エカチェリーナとその子供たちに何らかの保障を与えねばならないからだ」と家族に宣言した。皇帝の家族や皇族たちはこの言葉に激怒したが、アレクサンドル2世は宣言を受け入れるように強制した。

### 貴賤結婚

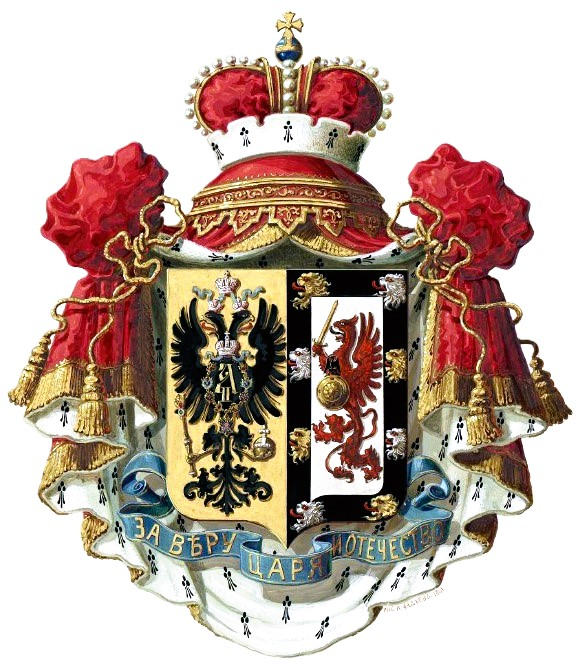
ユーリエフスキー公爵家の紋章

1880年6月8日に皇后マリア・アレクサンドロヴナが死ぬと、皇帝は妻の死から1か月も経たない7月6日にエカチェリーナと再婚した。この結婚は皇帝の家族からも民衆からも祝福されないものだったが、皇帝は無理に再婚を急いだ。貴賤結婚のため、エカチェリーナの子供たちは帝位継承権を与えられなかったが、アレクサンドル2世は彼女に「ユーリエフスカヤ公女」の称号を与えた。
コンスタンチン・ポベドノスツェフら一部の宮廷人はエカチェリーナを「下品で醜い」と酷評し、彼女が亡きマリア皇后に取って代わったことに憤った。しかし、アレクサンドル2世は長年日蔭の身においていたエカチェリーナとの関係を晴れて公式のものに出来たことを、非常に喜んでいた。皇帝の甥アレクサンドル・ミハイロヴィチ大公は、「皇帝はエカチェリーナの前では10代の少年のように振る舞っていた。そして、エカチェリーナは皇帝を崇めているようだった」と回想している。アレクサンドル2世の家族は、「皇帝がエカチェリーナを皇后にし、彼女との間の子供たちに帝位継承権を与えて大公や大公女の称号を与えるのではないか」と不安に思っていた。また、皇帝の家族はエカチェリーナが皇帝を愛称の「サーシャ」で呼ぶことにも我慢がならなかった。
アレクサンドル2世とエカチェリーナは幸福に暮らしていたが、皇帝は常に暗殺の脅威と隣り合わせの暮らしをしていた。1880年3月1日、冬宮殿の近くで爆発が起きて正餐室が揺れたとき、アレクサンドル2世は「カーチャ!愛するカーチャ!」と叫びながら階段を駆け上がってエカチェリーナの部屋へ走った。エカチェリーナは無事であったが、一方で死を目前にしたマリアは朦朧として爆発にも気づけない状態だった。マリアの兄アレクサンダー・フォン・ヘッセン＝ダルムシュタットはその場に居合わせたが、妻のことを全く気にかけない皇帝の振る舞いを見て激怒した。
1880年3月1日の冬宮殿の近くでの爆発のちょうど1年後の1881年3月1日、エカチェリーナは胸騒ぎがしてアレクサンドル2世に出かけないよう懇願したが、彼は妻を宥めて外出した。1時間もしないうちに、重体になったアレクサンドル2世が宮殿に運び込まれた。アレクサンドル2世が爆弾で致命傷を負ったと聞いたエカチェリーナは彼のもとに駆け付け、すでに息絶えた皇帝の遺体に取りすがり「サーシャ!サーシャ!」と叫びながら号泣した。アレクサンドル・ミハイロヴィチ大公は回顧録の中で「エカチェリーナは白い衣装を皇帝の血で赤く染めた」と記している。葬儀では、エカチェリーナと子供たちは教会の入り口に立たされ、皇族の席を与えられなかった。また、エカチェリーナ母子は皇族による皇帝追悼の聖体礼儀に出ることも禁じられた。

### 晩年

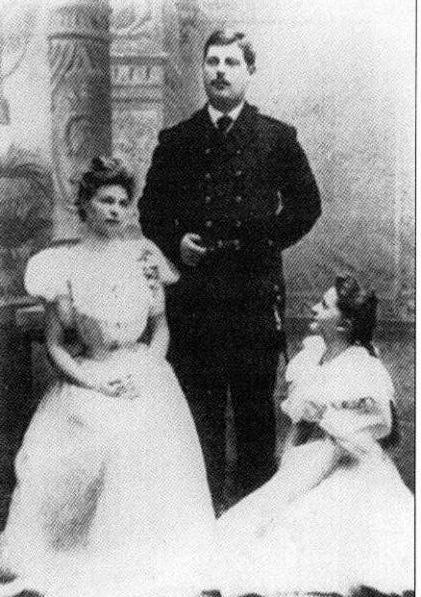
エカチェリーナの子供たち

アレクサンドル2世の死後、エカチェリーナと子供たちは340万ルーブルの補償金と新しい邸宅を受け取るかわりに、冬宮殿を含む全ての帝室所有の宮殿に住む権利を放棄した。エカチェリーナはパリとリヴィエラに住み、この地の社交界で洗練された女主人として有名になり、20人の使用人と私用の鉄道馬車を抱える暮らしを送ったが、自身で財産を管理せねばならず、子供たちには贅沢をさせなかった。
ロマノフ家の皇族たちは相変わらず彼女を軽蔑していた。継息子のアレクサンドル3世は彼女を秘密警察・オフラーナのスパイに監視させ、その行動を逐一報告させていた。そして、母親との暮らしに辟易した息子のゲオルギーが帝国海軍への入隊を希望しても、ロシア国内に入ることを一切許さなかった。アレクサンドル3世の三男ゲオルギー・アレクサンドロヴィチ大公は、病気を口実に彼女と親交を深めるのを忌避した。
一方、ニコライ2世はエカチェリーナと息子らに対しては寛容で、ゲオルギーをロシアに住まわせたが、エカチェリーナの娘オリガが詩人アレクサンドル・プーシキンの孫のゲオルク・フォン・メーレンベルク伯爵と結婚する際に父親代わりを務めてほしいとエカチェリーナに頼まれたが、母のマリア・フョードロヴナ皇太后の反対にあって断らざるを得なかった。エカチェリーナは1922年に年金を使い果たして死んだ。

## 子女
エカチェリーナはアレクサンドル2世との間に4人の子女をもうけた。子供たちはユーリエフスキー（ユーリエフスカヤ）公爵の姓を名乗った。
- ゲオルギー（1872年 - 1913年）
- オリガ（1873年 - 1925年）…ゲオルク・フォン・メーレンベルク伯爵と結婚
- ボリス（1876年）
- エカチェリーナ（1878年 - 1959年）…アレクサンドル・バリャティンスキー公爵と初婚、セルゲイ・オボレンスキー公爵と再婚(1924年に離婚)。母親の死後、歌手として生活する。後にイギリス王妃メアリー・オブ・テックの庇護の下でイギリスに定住。その地で亡くなる。